# 岡山ガス
岡山ガス株式会社（おかやまガス）は岡山県岡山市中区に本社を置く一般ガス事業者である。

## 概要
岡山県内最大の都市ガス会社、供給地域は岡山県岡山市、倉敷市北東部、赤磐市、玉野市、総社市、都窪郡早島町の一部など。

## 事業所
- ショールーム｢アスパラガス｣  岡山市北区下石井二丁目 ニッセイ岡山スクエア1F
- 築港工場
- 築港エコ・ステーション
- 倉敷営業所（都市ガス製造設備を設置）
- 赤磐営業所

## 都市ガス供給所
- 桜橋供給所（旧・網浜工場→桜橋工場）
- 佐山団地供給所
- 山陽団地供給所

## 沿革
- 1910年（明治43年）- 岡山市網浜にて岡山瓦斯株式会社として設立。資本金50万円。
- 1912年（明治45年）- 本社を網浜より天瀬へ移転。
- 1942年（昭和17年）- 倉敷瓦斯を合併。
- 1945年（昭和20年）-  岡山空襲により天瀬本社焼失、本社を網浜工場へ移す。
- 1958年（昭和33年）‐ 岡山 - 倉敷間の中圧ガス輸送導管完成。
- 1973年（昭和48年）-  本社を現在地に移転。
- 1986年（昭和61年）- 山陽営業所完成。
- 2010年（平成22年）1月1日 - 商号を岡山ガス株式会社へ変更。
- 2018年（平成30年）4月 - 大阪ガスが整備した高圧ガス導管「姫路・岡山ライン」を通じた受け入れを開始。
- 2019年（令和元年）11月 - 自社によるガス製造を終了し、設備の解体開始。

## 隣接するガス企業
- 水島ガス
- 津山ガス
- 福山ガス

## 提供番組
- VOICE愛（RSK山陽放送）
- 金バク!（岡山放送）